# Abednigo Ngcobo
Abednigo "Shaka" Ngcobo (Durban, 10 de mayo de 1950 - ibídem, 1 de noviembre de 2014) fue un futbolista sudafricano que jugaba en la demarcación de delantero.

## Biografía
Tras jugar en clubes minoritarios como el African Bush Rangers, Rand Koreans y Union Jacks, Ngcobo debutó con el AmaZulu FC en 1970, donde jugó durante una temporada. Tras un breve paso por el African Wanderers, el Kaizer Chiefs FC se hizo con sus servicios. Ganó una NPSL y una MTN 8. Tras tres años, viajó al continente americano para jugar en el Denver Dynamos, Minnesota Kicks y en el CA Peñarol, con quien ganó el Campeonato Uruguayo de Fútbol de 1981. Al terminar la temporada volvió a Sudáfrica al Kaizer Chiefs FC, con quien ganó otra NPSL y dos MTN 8, retirándose finalmente en diciembre de 1984 tras sufrir varias lesiones en la rodilla.
Falleció el 1 de noviembre de 2014 a los 64 años de edad.

## Clubes
| Club              | País           | Año       | Partidos | Goles |
| ----------------- | -------------- | --------- | -------- | ----- |
| AmaZulu FC        | Sudáfrica      | 1970      | ¿?       | ¿?    |
| African Wanderers | Sudáfrica      | 1971      | 20       | 11    |
| Kaizer Chiefs FC  | Sudáfrica      | 1972-1985 | 260      | 158   |
| Denver Dynamos    | Estados Unidos | 1975-1976 | 3        | 0     |
| Minnesota Kicks   | Estados Unidos | 1976-1980 | 20       | 5     |
| CA Peñarol        | Uruguay        | 1980-1981 | 15       | 18    |

## Palmarés

### Campeonatos nacionales
| Título                      | Club             | País      | Año  |
| --------------------------- | ---------------- | --------- | ---- |
| NPSL                        | Kaizer Chiefs FC | Sudáfrica | 1974 |
| MTN 8                       | Kaizer Chiefs FC | Sudáfrica | 1974 |
| Primera División de Uruguay | CA Peñarol       | Uruguay   | 1981 |
| MTN 8                       | Kaizer Chiefs FC | Sudáfrica | 1982 |
| NPSL                        | Kaizer Chiefs FC | Sudáfrica | 1984 |
| MTN 8                       | Kaizer Chiefs FC | Sudáfrica | 1985 |